# Marta Brunet

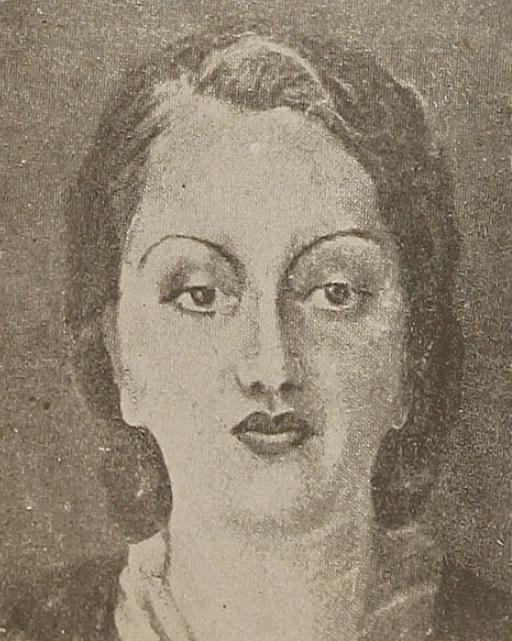
Marta Brunet Cáraves (Chillán, Vùng Biobío, Chile, ngày 9 tháng 8 năm 1897 - Montevideo, Uruguay, ngày 27 tháng 10 năm 1967) là một nhà văn người Chile.

Marta Brunet (sinh ngày 9 tháng 8 năm 1897 tại Chillán, Chile - mất ngày 27 tháng 10 năm 1967 ở Montevideo) là nhà văn Chile. Bà được nhận giải thưởng Văn học Nghệ thuật Quốc gia của chính phủ nước Cộng hòa Chile.

## Cuộc đời và sự nghiệp
Tên đầy đủ của bà là Marta Brunet Cáraves, Cha là Ambrosio Brunet Molina còn mẹ là María Presentación Cáraves de Colosia, người Tây Ban Nha. Vì mẹ tàn tật, Marta được người giám hộ nuôi dưỡng và dạy dỗ. Thời niên thiếu, gia đình bà đi đến châu Âu. Chính nền văn hóa châu Âu và những tác phẩm của các tác giả nơi đây đã tạo niềm cảm hứng xuyên suốt các tác phẩm sau này của bà. Năm 1923, cuốn tiểu tuyết đầu tay ra đời. Tác phẩm phản ánh chân thực và đậm nét cuộc sống nông thôn. Cho đến năm 1929, khi bà giành được giải thưởng văn học về truyện ngắn, bà quyết định về nước và sống ở Santiago, Chile. Từ đó, ngòi bút của bà bắt đầu nghiêng nhiều hơn về phản ánh cuộc sống thành thị. Tác phẩm Humo hacia el sur (Ngọn khói nơi bờ biển phía Nam) ra đời năm 1946 đã trở thành dấu ấn đậm nét trong sự nghiệp của bà. Sau đó, bà trở thành thư kí của đại sứ quán Chile, tuy nhiên bà bị chính phủ Carlos Ibáñez del Campo yêu cầu từ chức. Trong sự nghiệp mình, bà được trao nhận nhiều giải thưởng, trong đó có Giải thưởng văn học Nghệ thuật Quốc gia Chile năm 1961.

## Các tác phẩm
- Montaña adentro, 1923.
- Bestia dañina, 1926.
- María Rosa, flor de Quillén, 1927.
- Bienvenido, 1929.
- Reloj de sol, 1930.
- Cuentos para Marisol, 1938.
- Aguas abajo, 1943.
- Humo hacia el sur, 1946.
- La mampara, 1946.
- Raíz del seño, 1949.
- María Nadie, 1957.
- Aleluyas para los más chiquititos, 1960.
- Amasijo, 1962.
- Obras completas, 1962.
- Soledad de la sangre, 1967.